# Philodromus rufus
Philodromus rufus este o specie de păianjeni din genul Philodromus, familia Philodromidae, descrisă de Charles Athanase Walckenaer în anul 1826.

## Subspecii
Această specie cuprinde următoarele subspecii:
- P. r. pacificus
- P. r. quartus
- P. r. vibrans
- P. r. jenningsi